# Johnny Campbell (Fußballspieler, 1872)
John James „Johnny“ Campbell (* 19. August 1872 in Glasgow; † 2. Dezember 1947 ebenda) war ein schottischer Fußballspieler. In seiner aktiven Karriere, die von 1890 bis 1906 dauerte, gewann der Angreifer zahlreiche Titel in Schottland und England.

## Karriere

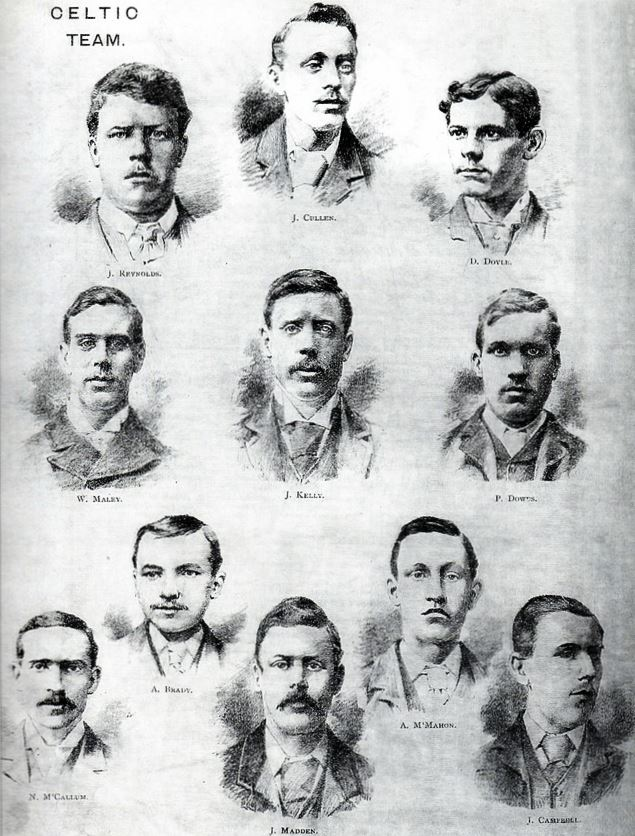
Campbell unterste Reihe 5. von links

Johnny Campbell begann seine Karriere bei St. Alexandra’s aus der schottischen Stadt Glasgow. Kurz darauf spielte er für die Glasgower Vereine Benburb und Celtic. Mit Celtic gewann Campbell zweimal den Glasgow Cup. Im Seniorenbereich gewann er weitere Titel, darunter den Schottischen Pokal und in den Spielzeiten 1892/93 und 1893/94 die Meisterschaft in Schottland.
Im Sommer 1895 wechselte Campbell zum englischen Verein Aston Villa. Hier erzielte er in zwei Saisons in 55 Ligaspielen 38 Tore. In der Spielzeit 1895/96 wurde er mit 26 Toren in 26 Spielen Torschützenkönig in der höchsten englischen Fußballliga, der First Division. Mit der Mannschaft wurde er Meister, im Folgejahr gewann er das Double aus Ligatitel und FA Cup. Außerdem erzielte er am 17. April 1897 gegen die Blackburn Rovers das erste Tor im neueröffneten Villa Park. Wenige Monate später stand er wieder im Kader des Celtic FC, mit dem er bis zum Jahr 1903 zwei weitere Pokalsiege sowie 1898 die Meisterschaft in seinem Heimatland errang. Von 1903 bis 1906 spielte er noch für den ehemaligen Militärklub Third Lanark, mit dem er 1904 Meister und 1905 Pokalsieger wurde.
Von 1893 bis 1903 absolvierte Campbell zwölf Länderspiele für Schottland, in denen er vier Tore erzielte. Sein Debüt gab er am 25. März 1893 in Glasgow gegen Nordirland, das 6:1 endete. Seine ersten Tore erzielte Campbell im fünften Länderspiel während der British Home Championship 1899/1900 gegen Irland. Mit der Schottischen Nationalmannschaft gewann er dreimal die British Home Championship.

## Erfolge
mit Celtic Glasgow:
- Glasgow Cup: 1891, 1892
- Schottischer Pokalsieger: 1892, 1899, 1900
- Schottischer Meister: 1893, 1894, 1898

mit Aston Villa:
- Englischer Pokalsieger: 1897
- Englischer Meister: 1896, 1897

mit Third Lanark:
- Glasgow Cup: 1903, 1906
- Schottischer Pokalsieger: 1905
- Schottischer Meister: 1904

mit Schottland:
- British Home Championship: 1900, 1902, 1903